# Пісні голубці з картоплею
Пісні голубці з картоплею — страва української кухні, елемент нематеріальної культурної спадщини України, носії якого мешкають в селі Сонячне Волноваського району Донецької області. До Національного переліку елементів традиція приготування та споживання голубців з картоплею була додано у 2023 році. Ця страва є традиційною стравою лемківської кухні.

## Історія
З 1951 року в селі Сонячне Волноваського району мешкають лемківські родини, які були депортовані із територій Західної Бойківщини та Лемківщини. В лютому 1951 року між Польщею та СРСР був підписано радянсько-польський договір про обмін ділянками державних територій, після чого було переселено близько 32 тисяч українців. Переселення відбувалось в південні області УРСР. В Донецькій області понад 10 тисяч родин бойків та лемків поселили у 25 сіл. До тодішньої Красновки (нині село Сонячне) у 1951 році було переселено 528 осіб зі 115 родин, які залишили свою етнічну особливість та передавали свої традиції нащадкам.

## Опис
Лемки голубці готували постійно, вони були двох видів зі шкварками та сметаною та пісні. Пісні голубці готували саме на Різдво і подавали до 12 пісних страв у Святу вечерю.
Так під час святкового застілля господиня подавала картопляні голубці останніми, після чого вся родина розуміла, що для Святого вечора настав останній час, після якого треба зберігати тишу до самого світанку.

### Приготування
Приготування пісних голубців з картоплею має схожу технологію з приготуванням звичайних голубців. Білокачанну капусту розбирають на листя, відварюють їх в підсоленій воді. Для начинки треба однакова кількість тертої сирої та вареної потовченої картоплі. До картопляної суміші додають смажені на олії цибулю та гриби, сіль, перець, часник. В ємності викладають загорнуту у листі начинку (голубці) та тушкують у томатній підливі до готовності.

## Елемент культурною спадщиною України
Традиція приготування та споживання голубців з картоплею були внесені Наказом Міністерства культури та інформаційної політики України № 695 від 12.12.2023 до Національного переліку елементів нематеріальної культурної спадщини України під охоронний номером — 082, у категорії: Традиційна кухня. Носії приготування страви мешкають у селі Сонячне Волноваського району на Донеччині.